# Брейнтрі Таун
Брейнтрі Таун (англ. Braintree Town FC) — англійський футбольний клуб із міста Брейнтрі (графство Ессекс). Домашні матчі проводить на стадіоні «Крессінг Роуд». На даний момент виступає в  Національній Лізі, п'ятий за значимістю футбольний дивізіон Англії.

## Історія
Клуб був утворений в 1898 році під назвою «Манор» компанією «Крістал». Тоді ж клуб отримав прізвисько «Залізні». Клуб утворився на місці розформованого клубу «Брейнтрі», який виступав у Лізі Північного Ессекса. У 1900 році клуб покинув лігу, але через рік повернувся. З 1905 по 1912 рік клуб тричі ставав переможцем ліги (1905/06, 1910/11, 1911/12). У 1911 році клуб вийшов в об'єднану лігу Ессекса і Саффолка, де грав до 1928 року в другому дивізіоні. У 1921 році клуб був перейменований в «Кріттал Атлетик», (за назвою материнської компанії).
Після Другої світової війни «Кріттал Атлетик» вступив в Східний дивізіон Лондонській Ліги. У 1954 році «Кріттал» подав заявку на ліцензування, але отримав відмову у зв'язку з фінансовими проблемами. У сезоні 1959/60 клуб зробив «дубль», ставши чемпіонами Ліги і виграв Кубок.
У 1964 році клуб грав у Великій Лондонській Лізі, а через два роки в Метрополітен лізі. У 1981 році відносини з материнською компанією були розірвані, і клуб змінив назву на «Брейнтрі». У 1983 році клуб отримав свою нинішню назву «Брейнтрі Таун». У 1987 році клуб виграв головний трофей Ліги графства Ессекс, а в наступним сезоні Кубок Ліги.
У 1991 році «Брейнтрі» вийшов у Південний дивізіон Південної Ліги. У сезоні 2006/07 «Брейнтрі Таун» піднявся в Південну Конференцію. У сезоні 2010/11 році клуб став чемпіоном Південної Конференції, отримавши підвищення до  Національної Конференції.

## Досягнення
- Південна Конференція: Чемпіон (2010/11)
- Істмійська футбольна ліга:Чемпіон вищого дивізіону (2005/06)
- Ліга Східних Графств:Чемпіон (1936/37, 1983/84, 1984/85), Володар Кубка ліги (1987/88)
- Лондонська Ліга:Володар Кубка ліги (1948/49, 1951/52)
- Прикордонна Ліга Ессекса і Саффолка:Чемпіон (1959/60), Володар Кубка ліги (1959/60)
- Північна Ліга Ессекса:Чемпіон (1905/06, 1910/11, 1911/12)
- Кубок Ессекса:Володар (1995/96)